# Shimoku Kio
Kio Shimoku (木尾 士目, Kio Shimoku) est un auteur de manga Japonais connu notamment pour son manga Genshiken diffusé initialement dans le magazine Afternoon puis édité plus tard par la Kôdansha et racontant le quotidien d'une bande d'otaku dans un club d'université.

## Travaux
- Ten no Ryoiki (点の領域?) (1994)
- Kagerou Nikki (陽炎日記?) (1995)
- Yonensei (四年生?) (1997)
- Gonensei (五年生?) (1998)
- Genshiken (げんしけん?) (2002)
- Kujibiki Unbalance (くじびきアンバランス?) (2004, 2006 (anime), 2006-2007 (manga))
- Digopuri (ぢごぷり?) (2008)
- Spotted Flower (2009)
- Genshiken Nidaime (げんしけん: 二代目?) (2010) - séquelle de Genshiken